# Alexander McDonnell
Alexander McDonell (Belfast, 22 de mayo de 1798 - Londres, 4 de septiembre de 1835) fue un ajedrecista irlandés.

## Biografía
Alexánder McDonnell nació en Belfast cuando Irlanda era británica. Su padre era médico. Se dedicó al comercio internacional, lo que le llevó a las Antillas, donde permaneció algunos años. También trabajó en Londres como secretario de la Compañía de las Indias Occidentales.
Le enseñó a jugar al ajedrez William Lewis, quien pronto dejó de darle ventaja en la salida, y rechazó un encuentro con él para no perder su reputación.
Mac Donnell era una persona tranquila, reservada, aparentemente imperturbable y con un inusual sentido del decoro. Muy diferente a Louis-Charles Mahé de La Bourdonnais, con quien jugó en 1834 un famoso encuentro con en el que disputaron 88 partidas, de las cuales venció en 30, perdió 44 y 14 acabaron en tablas. Se creyó que los intensos y largos períodos de tensión precipitaron su muerte, que le sobrevino un año más tarde.